# Veronika Durbešić
Veronika Durbešić (Zagreb, 4. veljače 1945. – Zagreb, 7. ožujka 2020.) bila je hrvatska kazališna, televizijska i filmska glumica.

## Filmografija

### Televizijske uloge
- "Sam čovjek" kao činovnica (1970.)
- "Klupa u Jurjevskoj" (1972.)
- "Ča smo na ovon svitu" kao fureškinja (1973.)
- "Putovanje u Vučjak" kao Mandićka (1986.)
- "Tražim srodnu dušu" kao gospođa Franciska (1990.)

### Filmske uloge
- "Divlji anđeli" (1969.)
- "Diskrecija zajamčena" (1972.)
- "Živjeti od ljubavi" kao Vjeročka (1973.)
- "Happy New Year" (1981.)
- "Čudesna šuma" kao Mi (1986.)
- "Dobro došli na planet Zemlju" (1993.)
- "Nit života" kao mama Biba (2000.)

## Vanjske poveznice
- Veronika Durbešić u internetskoj bazi filmova IMDb-u (engl.)
- Stranica na Komedija.hr  Arhivirana inačica izvorne stranice od 11. listopada 2011. (Wayback Machine)